# 島津久治 (垂水家)
島津 久治（しまづ ひさはる）は、江戸時代前期の薩摩藩士。大隅郡垂水領主。垂水島津家7代当主。

## 経歴
正保2年（1645年）11月2日、垂水領主島津忠紀の子として生まれる。幼名は万千代丸。正保4年（1647年）8月、父忠紀が死去した際には3歳の幼児だったが、藩主島津光久の甥であることから家督を許された。
承応2年（1653年）、藩主光久の命で、垂水島津家4代久信次男久章の遺児の忠清を養弟として分家を立てさせた。
元禄年間に新田開発のため、領内嫁女川（よめじょがわ）疎水の大規模な工事を開始。また、先祖島津忠将が戦死した福山の馬立坂中に建てられた供養塔を修繕した。
元禄5年（1692年）7月27日死去。享年48。